# 安農鮋
安農鮋，為輻鰭魚綱鮋形目鮋亞目鮋科的其中一種，為熱帶海水魚，分布於中東大西洋安諾本島海域，棲息深度9-48公尺，體長可達4.4公分，棲息在底層水域，生活習性不明。